# Blue Christmas (노래)
〈Blue Christmas〉는 빌리 헤이즈와 제이 W. 존슨이 쓴 크리스마스 노래로, 엘비스 프레슬리가 가장 유명하다. 노래가 다룬 명절날의 짝사랑 이야기는, 크리스마스 음악, 특히 컨트리 장르에서 유구한 소재다.
1948년 도이 오델이 가장 먼저 취입했다. 대중화된 것은 익년의 세 녹음 덕분이다. 하나는 컨트리 아티스트 어니스트 터브 반, 하나는 지휘자 겸 편곡가 휴고 윈터홀터 및 그 오케스트라 및 코러스 반, 하나는 루스 모건 및 그 오케스트라 반이다. 터브 반은 1950년 1월 초하루 주 빌보드 주크박스에서 가장 많이 재생된 레코드 차트에서 1위를 달성, 윈터홀터 반은 빌보드 디스크자키가 가장 많이 재생한 레코드 차트에서 9위, 모건 반은 빌보드 베스트셀링 팝 싱글 차트 11위까지 올라갔다. 모건과 윈터홀터는 대중을 겨냥해 가사를 짧게 개작했다. 1950년에는 남성 가수 빌리 액스타인이 루스 케스 전속 오케스트라를 동원해 취입했다. 원래 있던 짧은 가사의 변주인데, 현재 가장 흔한 스탠더드로 자리잡았다. 오케스트라 반주반은 항용 윈터홀터로 잘못 기명돼 있었다.
엘비스는 1957년 정규음반 《Elvis' Christmas Album》에 취입함으로써 이 곡을 크리스마스 로큰롤의 전형으로 확립시켰다. 전면에 〈Santa Bring My Baby Back (To Me)〉, 이면에 〈Santa Claus Is Back in Town〉, 〈I'll Be Home for Christmas〉가 수록된 1957년 EP 《Elvis Sings Christmas Songs》에도 수록됐다. 1964년 첫 상업 싱글로 발매돼 영국에서 히트를 기록, 영국 싱글 차트에서 1964년 12월 26일 해당 주간 11위를 달성했다. 록 밴드 비치 보이스도 브라이언 윌슨을 리드 보컬로 취입, 미국에서 1964년 11월 16일 〈The Man with All the Toys〉 싱글반 B면, 《The Beach Boys' Christmas Album》 트랙으로 수록 및 발매했다. 미국 크리스마스 차트에서 3위를 차지, 영국에서는 차트 진입 실패했다. 프레슬리 반의 성공 이후로 일군의 록, 컨트리, 기타 다른 장르 가수들이 취입했다. 아래는 차트에 등재된 음원만 선별한 것이다.
- 1960년 12월 브라운스 반이 빌보드 핫 100에서 97위 도달.[6]
- 1982년 셰이킨 스티븐스 반이 영국 싱글 차트 2위 도달.
- 2008년 마티나 맥브라이드와 엘비스의 가상 듀엣이 음반 《Christmas Duets》에 수록, 미국 컨트리 차트 36위 도달.